# Kailash Purryag
Rajkeswur Purryag, mais conhecido como Kailash Purryag (Vacoas-Phoenix, 12 de dezembro de 1947 – 21 de junho de 2025) foi um político mauriciano. Foi presidente da república entre julho de 2012 e maio de 2015, tendo sido eleito para suceder Anerood Jugnauth. Foi sucedido por Ameenah Gurib.

## Presidente
Em 20 de julho de 2012, a Assembleia Nacional elegeu Rajkeswur Purryag como Presidente das Maurícias. A moção foi apresentada pelo primeiro-ministro Navin Ramgoolam e apoiada por Rashid Beebeejaun. Kailash Purryag se tornou o quinto presidente das Maurícias e assumiu o cargo em 21 de julho de 2012.

Após a vitória da aliança MSM / PSMD / ML liderada por Sir Anerood Jugnauth em dezembro de 2014, ele deveria renunciar para dar lugar ao candidato da aliança, Ameenah Gurib-Fakim, para assumir a Presidência. Em comunicado oficial da Câmara, ele confirmou que fez um acordo com Jugnauth para permanecer como presidente até maio de 2015 para garantir a transferência do poder do governo Ramgoolam para o novo governo em um clima de estabilidade. Ele finalmente renunciou em 29 de maio de 2015.